# Hrînivka (Brîcikivka), Poltava
Hrînivka (în ucraineană Гринівка) este un sat în comuna Brîcikivka din raionul Poltava, regiunea Poltava, Ucraina.

## Demografie
Componența lingvistică a localității Hrînivka
     Ucraineană (94,2%)
     Rusă (4,35%)
Conform recensământului din 2001, majoritatea populației localității Hrînivka era vorbitoare de ucraineană (94,2%), existând în minoritate și vorbitori de rusă (4,35%).